# Savoraim

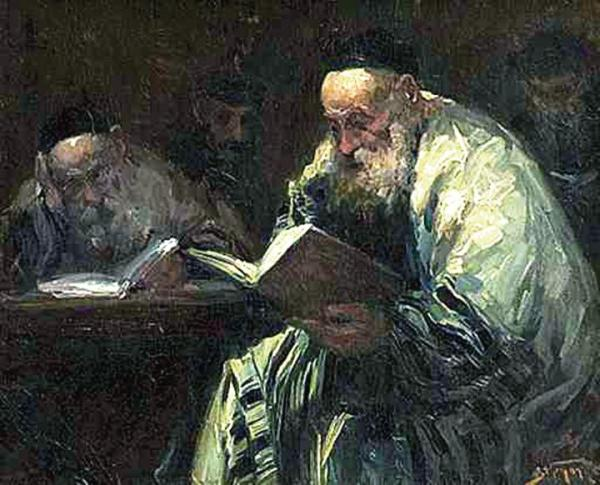
Lectores del Talmud, pintura de Adolf Behrman

Savoraim (arameo:סבוראים singular Savorá "aquel que piensa" o "aquel que pondera" ) es un término usado en la historia del pueblo judío para designar a los sabios rabínicos que vivieron desde el fin del período de los Amoraim, alrededor del año 500 d. C., hasta el principio de los Geonim, alrededor del año 625 d. C. Como grupo, también son llamados Rabeinu Sevorai o Rabanan Saborai, y pudieron haber jugado un rol importante en dar al Talmud su actual estructura. Estudiosos modernos también usan en el término Stammaim (Hebreo = cerrado, vago o ignoto) para los autores de comentarios no atribuidos a ningún maestro en la Guemará.

## Rol en la forma actual del Talmud
Mucha de la literatura clásica rabínica generalmente mantienen que el Talmud de Babilonia (Talmud Babli) se terminó de redactar alrededor del año 550. Sin embargo, algunas afirmaciones de la literatura clásica, y análisis a posteriori, han llevado a muchos eruditos a concluir que el Talmud Babli fue pulido por Savoraim, si bien no se realizaron cambios significativos.
En algunas ocasiones, varias versiones de la misma discusión legal son incluidas con variaciones menores. El texto también remarca que varias opiniones emanan de distintas academias talmúdicas.
.
Sherira Gaon nos señala que Rab Yose fue el último de los Savoraim. Ocasionalmente, algunos Savoraim en específico son mencionados en el Talmud, como Rabí Aha, quien de acuerdo a Rashbam fue un Savora.

## Lista de algunos Savoraim
- Rafram.
- Rav Sama B'rei d'Rava.
- Rav Yosi.
- Rav Simonia.
- Rav Ravoi Me-Rov.
- Mar Chanan Me-Ashkaya.
- Rav Mari.

## Sitios externos
- JewishEncyclopedia.com: Sabora